# Потсдамский эдикт

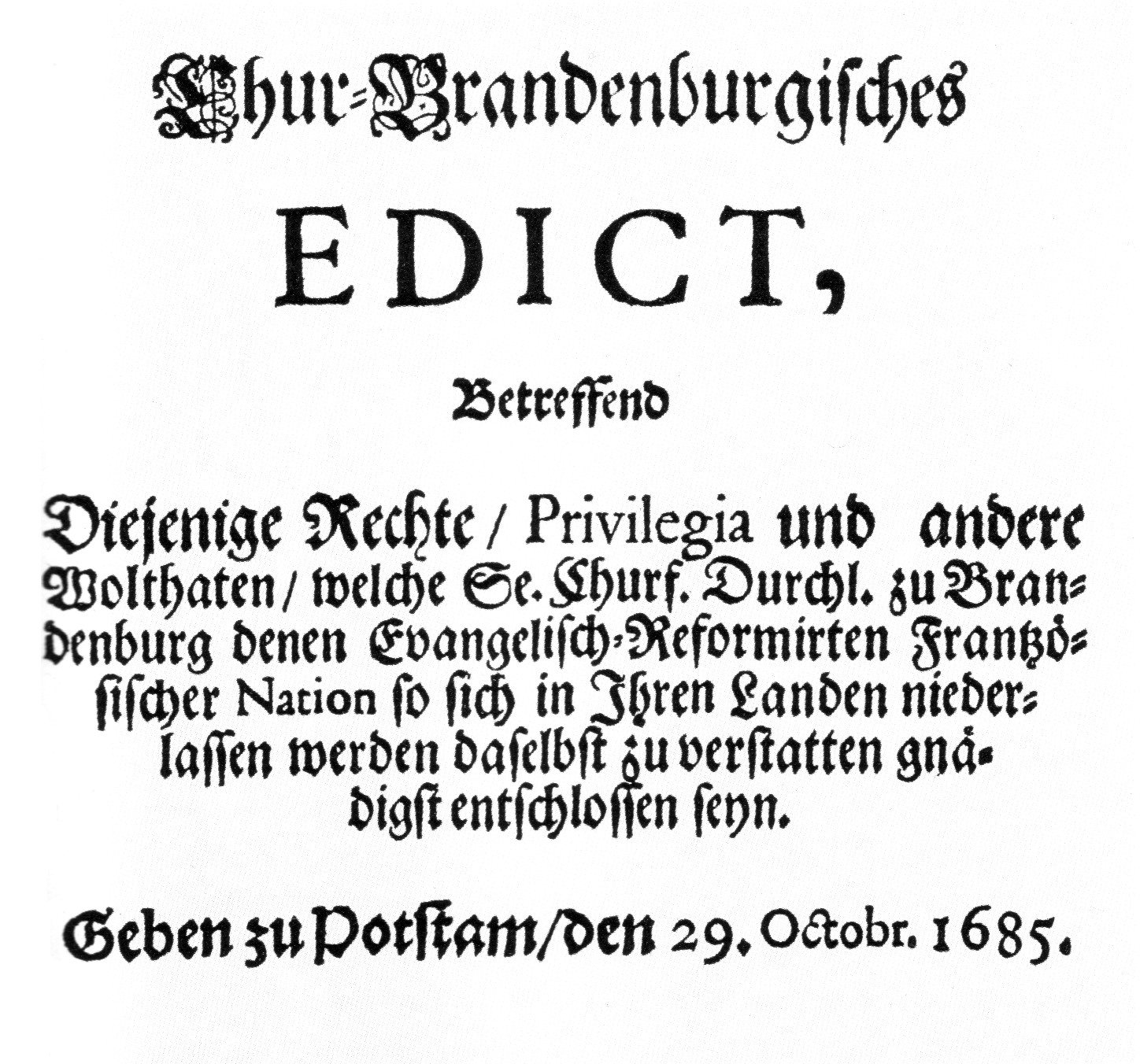
Эдикт Бранденбургского курфюршества

Потсдамский эдикт (нем. Edikt von Potsdam) — эдикт о веротерпимости, изданный 8 ноября 1685 года великим курфюрстом Бранденбурга Фридрихом Вильгельмом I.
В отличие от населения Бранденбурга, в своём большинстве исповедовавшего лютеранство, курфюрст Фридрих Вильгельм был кальвинистом и предложил своим единоверцам-гугенотам, преследуемым во Франции, поселиться в безопасном Бранденбурге. Беженцам предоставлялись широкие привилегии, в частности, они освобождались от налогов и таможенных сборов, предприятия гугенотов получали дотации, а пасторский труд оплачивался из княжеской казны.
Поводом для Потсдамского эдикта послужило вспыхнувшее с новой силой преследование гугенотов во Франции после отмены Нантского эдикта королевским эдиктом Фонтенбло 18 октября 1685 года, подписанным Людовиком XIV. Большую роль в подготовке Потсдамского эдикта сыграл теолог Жак Аббади.
Приглашением курфюрста воспользовалось около 20 тысяч человек. Потсдамский эдикт сыграл свою роль в восстановлении разрушенной Тридцатилетней войной экономики и заложил основы будущего усиления Пруссии. За счёт гугенотов, осевших в Берлине, население города увеличилось на треть.
Как и в случае с австрийскими евреями, принятыми Бранденбургом в 1671 году, Фридрих Вильгельм надеялся на экономический подъём в стране, страдавшей от последствий Тридцатилетней войны, и эти надежды оправдались. Уже в 1689 году в Берлине открылась французская гимназия, обеспечивавшая переселенцам образование. Берлин превратился в центр литературы не только в Пруссии, но и за её пределами.